# Baron Münchausens äventyr
Baron Münchausens äventyr är en brittisk långfilm från 1988, med historier som delvis är inspirerade av Baron von Münchhausen.
Filmen var en av Monty Python-medlemmen Terry Gilliams större satsningar, som dock fick långt färre biobesök än förväntat.

## Handling
Under sent 1700-tal i en krigshärjad stad sätter Henry Salts teatergrupp upp historien om baron von Münchhausen. En excentrisk man som påstår sig vara den riktige baronen avbryter dem och förklarar att det pågår ett krig på grund av den vadslagning som han har gjort tillsammans med den turkiske sultanen.
Folk får förtroende för baronen och för att söka upp sina forna vänner Albrecht, Berthold, Adolphus och Gustavus ger han sig av i en luftballong. Albrecht är världens starkaste man, Berthold är den snabbaste löparen på planeten, Adolphus är den som kan se längre än det största teleskopet och Gustavus är den som kan utblåsa vindstötar som är starkare än orkaner.
Kvartetten och Münchausen slår listigt och förslaget ut turkarna inför deras sista attack. Münchausen avslutar sin historia när han kommer tillbaka till teatern och med förvåning ser befolkningen att turkarna mystiskt har försvunnit.

## Rollista (i urval)
- John Neville - Baron Münchhausen
- Sarah Polley - Sally Salt
- Eric Idle - Berthold / Desmond
- Jonathan Pryce - The Right Ordinary Horatio Jackson
- Oliver Reed - Vulcanus
- Uma Thurman - Venus / Rose
- Bill Paterson - Henry Salt
- Charles McKeown - Rupert / Adolphus
- Winston Dennis - Bill / Albrecht
- Jack Purvis - Jeremy / Gustavus
- Robin Williams - Månkungen[3]
- Valentina Cortese - Drottning Ariadne / Violet
- Peter Jeffrey - Sultanen Mahmud I
- Alison Steadman - Daisy
- Ray Cooper - Functionary
- Don Henderson - Commander
- Sting - Hjältemodig officer (Cameo)
- Terry Gilliam - Irriterande sångare (ej krediterad)